# 鍋島直虎
鍋島 直虎（なべしま なおとら、安政3年2月9日（1856年3月15日）- 大正14年（1925年）10月30日）は、肥前小城藩の第11代（最後の）藩主。明治時代から大正時代にかけての政治家、華族（子爵）。肥前佐賀藩主・鍋島直正の七男。母は側室・木村矩欽の娘。

## 略歴
幼名は欽八郎。先代藩主の鍋島直亮に男児がなかったため、文久元年（1861年）9月にその婿養子となる。元治元年（1864年）、直亮の死去により跡を継いだ。慶応4年（1868年）の戊辰戦争では新政府軍に与して秋田の戦いなどで武功を挙げ、その恩賞として明治2年（1869年）8月に5000両を与えられた。それより2か月前の6月には版籍奉還により知藩事となり、明治4年（1871年）7月の廃藩置県で免官されている。
明治6年（1873年）7月、明治政府からイギリス留学を許可される。同年8月、実兄の鍋島直大や実弟の鍋島直柔と共にロンドンへ遊学する。明治8年6月、2年間の留学予定であったものの、1年の延長を願い出ている。帰国後に外務省御用掛となった。
明治17年（1884年）7月8日、華族令施行により子爵を叙爵した。明治23年（1890年）7月10日、貴族院議員に当選し、5期連続で当選し1925年7月9日まで在任。同年10月30日に死去した。享年70。法号は威徳院殿全機直雄大居士。墓所は佐賀県小城市鷺原の祥光山星巌寺。

## 家族
- 父：鍋島直正（肥前佐賀藩第10代藩主）[4]
- 母：浅岡（村松矩欽の娘）
- 養父：鍋島直亮（小城藩第10代藩主）
- 正室：鍋島春子（鍋島直亮の娘）
  - 長男：鍋島直庸（小城鍋島家第12代当主）[5]
- 継室：鍋島貴子（南部利剛の娘）
  - 長女：好子（1896-） ‐ 和倉温泉の多田屋旅館三代目・多田喜教の妻。喜教は鍋島家の元お抱え運転手で、学習院女学部に通う好子と駆け落ちしたが捕まり、一旦は別れさせられたが、正力松太郎の口添えで結婚を許され、傾いた実家の旅館を好子の持参金（株券）をもとに再生、好子は旅館の女将として支えたが、高温の源泉に転落して41歳で死去[6]。
  - 次女：慶子（本多忠昭室）
  - 次男：鍋島直顕（子に鍋島直昶）
  - 三女：鏉子（毛利元良室）

親族
- 松平茂昭…長男・直庸の妻・清子の父親。直庸・清子の娘・京子は煙草商で財を成した千葉松兵衛の孫・常五郎に嫁いだ。

## 栄典
位階
- 1922年（大正11年）7月20日 - 従二位[7]

勲章等
- 1914年（大正3年）6月18日 - 勲三等瑞宝章[8]
- 1925年（大正14年）
  - 1月14日 - 御紋付銀杯[9]
  - 10月30日 - 勲二等瑞宝章[10]